# Эрсилья-и-Суньига, Алонсо де
Ало́нсо де Эрси́лья-и-Су́ньига (исп. Alonso de Ercilla y Zúñiga; 7 августа 1533 года, Мадрид — 29 ноября 1594 года, Мадрид) — испанский поэт баскского происхождения, автор поэмы «Араукана» об Арауканской войне, участником которой был.

## Биография
Служил пажом наследного принца, впоследствии Филиппа II, и сопровождал его в путешествиях по Европе; позже участвовал в экспедиции против восставших туземцев-мапуче в Чили (1555—1563). Жизнь его изобиловала разными приключениями: «я брался то за меч, то за перо», — говорил он сам про себя. В 1580 году он горько жалуется на неблагодарность короля и невнимание его к нему, лишённому всяких средств к жизни. Умер в большой бедности.

## Творчество
«Араукана» (1569—1590) — длинная героическая поэма в 37 песнях — история в стихах войны в Чили, переложенный в октавы дневник экспедиции, в которой участвовал автор. В изображении сражений и в рассказе о нравах несчастных индейцев талант Эрсильи поднялся на большую высоту. Арауканские вожди являются у него такими симпатичными, что читатель относится с большим сочувствием к ним, чем к испанским завоевателям. Эрсилья обогатил испанский язык новыми словами, часто пользуясь для этого итальянским языком.
В честь Алонсо де Эрсильи названы деревня и одноимённая коммуна в Чили.